# Storfläckspraktmal
Eratophyes är ett släkte av fjärilar som beskrevs av Alexey Diakonoff 1975. Eratophyes ingår i familjen praktmalar, (Oecophoridae). Släktet innehåller endast en art, Storfläckspraktmal, (Eratophyes amasiella).
Storfläckspraktmal (Eratophyes amasiella) är en fjärilsart som först beskrevs av Herrich-Schäffer 1854.  Storfläckpraktmal ingår i släktet Eratophyes, och familjen praktmalar, (Oecophoridae). Inga underarter finns listade i Catalogue of Life. Arten är reproducerande i Sverige.